# Siły Zbrojne Rzeczypospolitej Polskiej
Siły Zbrojne Rzeczypospolitej Polskiej (in italiano: Forze Armate polacche) è l'insieme delle forze militari della Polonia.

## Storia
La forze armate polacche sono state costituite nel 1918 con la riconquista dell'indipendenza della Polonia al termine della prima guerra mondiale.
Appena nate le forze armate polacche dovettero affrontare il loro battesimo del fuoco con la Guerra polacco-cecoslovacca, nella quale fu contesa una parte dell'Alta Slesia e con la Guerra sovietico-polacca.
La Russia era alle prese con una guerra civile e con le difficoltà della nascente rivoluzione bolscevica che, per sua stessa natura, doveva essere esportata raggiungendo le masse operaie dell'Europa occidentale, anch'esse duramente provate dalla guerra. Dopo qualche tentativo diplomatico, iniziarono diverse scaramucce di frontiera con scontri armati sempre più violenti. Lo scenario cambiò nel giro di un altro mese con l'offensiva sovietica; a metà di questa gli inglesi si offrirono di mediare le trattative, ma fu la Russia Bolscevica a rifiutare e voler continuare l'offensiva che la porterà fino alle porte di Varsavia. La Polonia cambiò le sorti della guerra ancora una volta con una delle battaglie più decisive della storia, definita dai giornali dell'epoca il miracolo della Vistola.
Nel contrattacco che ne seguì, la Polonia rioccupò buona parte dei territori perduti ritornando praticamente sulle posizioni iniziali, in quella che oggi chiamiamo Bielorussia, la cui popolazione era polacca per più del 50% così come nel territorio di Vilna, e la parte più occidentale dell'Ucraina.
La Russia bolscevica, ancora alle prese con la propria guerra civile e con disordini interni, desistette dalla lotta e con il Trattato di Riga del 1921 riconobbe le frontiere polacche in Bielorussia e in Ucraina, fissando il confine russo-polacco secondo quanto stabilito alla fine della prima guerra mondiale. Il territorio di Vilna, rivendicato dalla Lituania con l'assenso dei russi, fu annesso alla Polonia nel 1922 tramite un plebiscito (dimostrando così la prevalenza dell'etnia polacca in quei territori).
Tali confini restarono invariati fino al settembre del 1939, con l'eccezione dell'annessione nel 1938 di Český Těšín/Teschen a spese della Cecoslovacchia.

## Composizione
Sono costituite da cinque reparti dipendenti:
- Wojska Lądowe - Esercito
- Siły Powietrzne - Aeronautica Militare
- Marynarka Wojenna - Marina Militare
- Wojska Specjalne - Forze Speciali fondate nel 2007 come parte autonoma delle Forze Armate a partire da unità preesistenti.
- Wojska Obrony Terytorialnej - Forze della Difesa Territoriale fondate nel 2017 e composte soprattutto dai riservisti che vengono ciclicamente richiamati per svolgere esercitazioni.